# Sokratesa 18
Sokratesa 18 – czwarty album studyjny Artura Andrusa. Wydawnictwo ukazało się 20 kwietnia 2018 roku nakładem wytwórni Mystic Production. 
Album zadebiutował na 7. miejscu polskiej listy sprzedaży – OLiS. Krążek uzyskał status złotej płyty.
Wydawnictwo promowały utwory: "Od Jokohamy do Fujisawy", "Ciocia w gablocie" oraz "Stargard In The Night".

## Lista utworów
Opracowano na podstawie materiału źródłowego.
| 1.  | Bez katarynek                                      | 3:21  |
|     | muz. Łukasz Borowiecki, sł. Artur Andrus           |       |
| 2.  | Babka w czapce                                     | 3:53  |
|     | muz. Łukasz Borowiecki, sł. Artur Andrus           |       |
| 3.  | Przy kościele Santa Croce                          | 3:55  |
|     | muz. Łukasz Borowiecki, sł. Artur Andrus           |       |
| 4.  | Ciocia w gablocie feat. Dorota Miśkiewicz          | 4:04  |
|     | muz. Łukasz Borowiecki, sł. Artur Andrus           |       |
| 5.  | Stargard In The Night                              | 2:32  |
|     | muz. Bert Kaempfert, sł. Artur Andrus              |       |
| 6.  | Szopka d-moll op. 66                               | 3:32  |
|     | muz. Łukasz Borowiecki, sł. Artur Andrus           |       |
| 7.  | Od Jokohamy do Fujisawy                            | 3:20  |
|     | muz. Łukasz Borowiecki, sł. Artur Andrus           |       |
| 8.  | A jak patrzy się z przehyby                        | 3:24  |
|     | muz. Łukasz Borowiecki, sł. Artur Andrus           |       |
| 9.  | Szybciej, wyżej, mocniej                           | 3:22  |
|     | muz. Łukasz Borowiecki, sł. Artur Andrus           |       |
| 10. | Sokratesa 18                                       | 2:16  |
|     | muz. Stanisław Cyja, sł. Artur Andrus              |       |
| 11. | Leszku, synu Kazimierza                            | 4:34  |
|     | muz. Łukasz Borowiecki, sł. Artur Andrus           |       |
| 12. | Trzeba mieć specjalną skrzynię feat. Czesław Mozil | 3:35  |
|     | muz. Czesław Mozil, sł. Artur Andrus               |       |
| 13. | Szopka d-moll op. 66 Wersja Instrumentalna         | 4:10  |
|     | muz. Łukasz Borowiecki                             |       |
|     |                                                    | 45:58 |
|     |                                                    |       |

## Zespół muzyczny
Opracowano na podstawie materiału źródłowego.
- Łukasz Borowiecki – kontrabas, akordeon, instrumenty klawiszowe, gitara basowa (1, 2, 3, 4, 5, 7, 8, 9, 11)
- Robert Rasz – perkusja (1, 2, 3, 4, 5, 7, 8, 9, 11)
- Marcin Cichocki – organy Hammonda, Farfisa (2, 3)
- Tomek „Serek” Krawczyk – gitara (2, 3, 5, 7, 8, 9, 11)
- Robert Murakowski – trąbka (4, 9, 11)
- Paweł Wakarecy – fortepian (6, 13)
- Wojciech Karolak – talerz, łyżka (6)
- Piotr Wrombel – pianino (5)
- Łukasz Poprawski – saksofon barytonowy, klarnet (8, 9, 10, 11)
- Wojciech Stec – gitara (10)
- Marcin Partyka – pianino (11)
- Michał Tomaszczyk – puzon (11)
- Marie Louise von Bulow – kontrabas (12)
- Troels Drasbeck – perkusja, instrumenty elektroniczne (12)
- Karen Duelund Guastavino – saksofon sopranowy (12)
- Jakob Munck Mortensen – trąbka (12)
- Martin Bennebo – organy Hammonda, akordeon (12)

Orkiestra smyczkowa (3)
- Dawid Lubowicz – skrzypce,
- Filip Jaślar – skrzypce,
- Michał Sikorski – skrzypce,
- Mateusz Smoczyński – skrzypce,
- Paweł Kowaluk – altówka,
- Michał Zaborski – altówka,
- Bolesław Błaszczyk – wiolonczela,
- Krzysztof Lenczowski – wiolonczela

Atom String Quartet (7)
- Dawid Lubowicz – skrzypce,
- Mateusz Smoczyński – skrzypce,
- Michał Zaborski – altówka,
- Krzysztof Lenczowski – wiolonczela

Grupa MoCarta (9)
- Filip Jaślar – skrzypce, chór,
- Michał Sikorski – skrzypce, chór,
- Paweł Kowaluk – altówka, chór,
- Bolesław Błaszczyk – wiolonczela, chór